# Blog 27
Blog 27 (польск. произн.: Blog dwadzieścia siedem) — польская музыкальная группа, основанная в 2005 году как дуэт двух девочек-подростков — Толи Шляговской и Али Боратын.

## История
Группа была основана в 2005 году как дуэт двух тринадцатилетних подружек: Толи Шляговской и Али Боратын. Группа была названа Blog 27, потому что обе участницы любили писать блоги, и обе родились в один и тот же день, 27 ноября 1992 года.
С первыми же песнями Blog 27 добились большой популярности, прежде всего в своей родной Польше и в Германии. В 2006 году группа отправилась в совместное турне с Tokio Hotel.
18 октября 2006 года Аля объявила, что уходит из группы.
На состоявшейся 2 ноября 2006 года церемонии вручения музыкальных наград MTV Europe Music Awards группа Blog 27 была названа лучшим польским исполнителем уходящего года.
В 2007 году группе Blog 27 была присуждена награда European Border Breakers Award (EBBA) (за первый альбом <LOL> 2005 года).
Толя по уходе Али продолжила выступать как Blog 27 одна, причём с определённым успехом. Группа выпустила в 2008 году ещё один альбом, который попал на 3 место польского хит-парада. Аля же начала сольную карьеру.

## Состав
- Толя Шляговская (Tola Szlagowska) — вокал (2005—)
- Ян Шляговский (Jan Szlagowski) — ударные (2006—2009)
- Александр «Алек» Милив-Барон (Aleksander «Alek» Miliw-Baron) — гитара (2006—2009)
- Адам Милив-Барон (Adam Miliw-Baron) — клавишные (2006—2009)
- Павел «Джастин» Росяк (Paweł «Justin» Rosiak) — бас-гитара (2006—2009)
- Мария Форысь (Maria Foryś) —  подтанцовка (2006—2009)
- Сильвия Дымек (Sylwia Dymek) — подтанцовка (2006—2009)

### Первый состав группы
- Толя Шляговская — вокал (2005—)
- Аля Боратын (англ.) (Ala Boratyn) — вокал (2005—2006)

## Дискография

### Студийные альбомы
| Год  | Название        | Позиция | Позиция | Позиция | Позиция | Позиция | Позиция | Позиция | Примечания                                                     |
| Год  | Название        | PL      | EU      | DE      | AT      | CH      | HU      | JP      | Примечания                                                     |
| ---- | --------------- | ------- | ------- | ------- | ------- | ------- | ------- | ------- | -------------------------------------------------------------- |
| 2005 | <LOL>           | 2       | 49      | 27      | 47      | 78      | 12      | 64      | - Продажи: 250 000 (весь мир) - Сертификация: 2× Platinum (PL) |
| 2008 | Before I'll Die | 3       | 90      | —       | —       | —       | —       | —       | - Продажи: 15 000 (весь мир) - Сертификация: Gold (PL)         |

### Синглы
| Год  | Название                                         | Позиция | Позиция | Позиция | Позиция | Альбом          |
| Год  | Название                                         | DE      | AT      | CH      | IT      | Альбом          |
| ---- | ------------------------------------------------ | ------- | ------- | ------- | ------- | --------------- |
| 2005 | «Uh La La La» - кавер на песню Алексии 1997 года | 17      | 23      | 36      | 47      | <LOL>           |
| 2005 | «Hey Boy (Get Your Ass Up)»                      | 26      | 24      | 96      | —       | <LOL>           |
| 2006 | «Wid Out Ya»                                     | 88      | 56      | —       | —       | <LOL>           |
| 2006 | «I Still Don't Know Ya»                          | —       | —       | —       | —       | <LOL>           |
| 2006 | «Who I Am?»                                      | —       | —       | —       | —       | <LOL>           |
| 2008 | «Cute (I'm NOt Cute)»                            | —       | —       | —       | —       | Before I'll Die |
| 2008 | «Fuck U!»                                        | —       | —       | —       | —       | Before I'll Die |

## Видеоклипы
| Год  | Название                                                                        |
| ---- | ------------------------------------------------------------------------------- |
| 2005 | «Uh La La La»                                                                   |
| 2005 | «Hey Boy (Get Your Ass Up)» Архивная копия от 16 ноября 2017 на Wayback Machine |
| 2006 | «Wid Out Ya»                                                                    |
| 2006 | «I Still Don't Know Ya»                                                         |
| 2006 | «Who I Am?»                                                                     |
| 2008 | «Cute (I'm NOt Cute)» Архивная копия от 16 января 2019 на Wayback Machine       |
| 2008 | «Fuck U!» Архивная копия от 24 марта 2015 на Wayback Machine                    |